# Lesław Ćmikiewicz
Lesław Ćmikiewicz (* 25. August 1948 in Wrocław, Polen) ist ein ehemaliger polnischer Fußballspieler und -trainer.

## Werdegang
Der Mittelfeldspieler spielte den größten Teil seiner Karriere bei Śląsk Wrocław und Legia Warschau. 1980 wechselte er in die USA. Hier spielte er bei den Vereinen New York Arrow und Chicago Horizon. Er brachte es insgesamt auf 57 Länderspiele für Polen. Nach seiner aktiven Karriere arbeitete Ćmikiewicz als Co-Trainer bei Legia Warschau, danach als Cheftrainer bei Motor Lublin, Stal Rzeszów, Górnik Zabrze, Hutnik Krakau, Pogoń Stettin, Gwardia Warschau und RKS Radomsko. Von 1989 bis 1993 war er unter Andrzej Strejlau Co-Trainer der polnischen Nationalmannschaft. Von 1999 bis 2001 war er Trainer der polnischen U-21-Nationalmannschaft. 2003 und 2004 war er Co-Trainer von Amica Wronki. Momentan ist er Assistenztrainer beim KS Cracovia.

## Erfolge
- Polnischer Pokalsieger (1973, 1980)
- WM-Dritter (1974)
- Olympische Goldmedaille (1972)
- Olympische Silbermedaille (1976)